# A Filetta (groupe)
 (mars 2016).
Pour les articles homonymes, voir A Filetta.
A Filetta est un groupe de musique corse fondé en Balagne en 1978. Le groupe perpétue la tradition orale insulaire mais est également reconnu pour son exploration d’autres domaines du chant polyphonique notamment à travers des créations d'œuvres contemporaines.

## Historique
Le nom du groupe est inspiré de l'expression « Ùn ti scurdà di a filetta ! » se traduisant par « n’oublie pas la fougère ! » qui signifie « n'oublie pas d'où tu viens ». La particularité de la fougère réside dans sa capacité à semer ses graines de par sa structure.
A Filetta est un ensemble vocal chantant principalement a cappella fondé en 1978 par Michel Frassati, Dédé Nobili, Tumasgiu Nami et Jean Claude Acquaviva, très vite rejoints par Jean Sicurani. Le groupe qui est accompagné occasionnellement de quelques instruments s'attachant à la tradition du chant polyphonique corse tout en empruntant à d'autres univers musicaux allant de la musique classique aux musiques du monde. Initialement amateur, le groupe s'oriente vers la professionnalisation au début des années 1990.

### Membres
En quarante ans d'existence, des dizaines de chanteurs ont fait partie du groupe : Michel Frassati, Dédé Nobili, Natale Ferricelli, Paul-Felix Nasica, Tumasgiu di Grisgione, Felì, Stéphane Casalta, Antoine Mariotti, Philippe Mariotti, Maxime Merlandi, Yves Leccia, François Croce, Jean Antonelli, Jean-Marc Pellegri, Eric Fino, Pierre Bertoni, José Filippi, Ceccè Acquaviva, Jean-Luc Geronimi, Jean Sicurani, Stéphane Serra.
Actuellement, l'ensemble est composé de :
- Jean-Claude Acquaviva (seconda)
- François Aragni (seconda et bassu)
- Jean-Dominique Bianco (bassu)
- Petr'Antò Casta (seconda)
- Paul Giansily (terza)
- Maxime Vuillamier (bassu)

### Collaborations
Les expériences et rencontres ont nourri leurs créations. Le groupe a participé à de nombreuses collaborations artistiques notamment avec Danyèl Waro, l'ensemble Conductus, les percussionnistes du Kodo, ou encore Ange Leccia pour le long-métrage Nuit Bleue.
Une de leurs dernières créations musicales est née de leur rencontre avec la chanteuse libanaise Fadia Tomb El-Hage. Réunis pour la première fois par le chorégraphe Sidi Larbi Cherkaoui pour son spectacle Puz/zle, c’est à la demande du festival Île-de-France, édition 2013, que les artistes imaginent Conversation(s) - Rencontre en Orient et Occident, un répertoire composé de chants profanes et sacrés, interprétés en corse, arabe ou syriaque.
Les chanteurs s'aventurent également dans des domaines plus inattendus, tels que le théâtre ou la danse.

#### Musiques de Films
Leur première rencontre avec le compositeur Bruno Coulais pour le film Don Juan débouchera sur de nombreuses autres collaborations pour des bandes originales de films (Himalaya : L'Enfance d'un chef, Le Peuple migrateur, Comme un aimant mais aussi Les Saisons). A Filetta travaillera également avec Bruno sur les opéras et pièces de théâtre Robin e Marion, Marco Polo et Lúcio). Bruno Coulais est notamment le co-réalisateur de leur album Sì di Mè sorti en 2003 chez Virgin/EMI.
L'ensemble participe à la bande originale du téléfilm Disparus de Thierry Binisti. Pour l'occasion, Jean-Claude Acquaviva composera Infine, In ogni addiu, In bocca à Diu et Si spera, quatre chants que l'on peut retrouver sur leur album Castelli (2015).
A Filetta fait une apparition dans la production Bollywoodienne Tamasha de Imtiaz Ali. On peut y voir le groupe interpréter un chant dans la chapelle Notre de Dame de la Serra à Calvi (Corse).

#### Théâtre
Ils collaborent avec Jean-Yves Lazennec (Médée de Sénèque en 1997), Orlando Forioso (Don Ghjuvanni in commedia dell’arte en 2000, Robin e Marion puis Marco Polo, Luciò, Culomba et Ulysse sans terre), Marion Schmidt-Kumke (Pessoassion en 2008) et Noël Casale (Oedipe Roi / Bastia / La peur n'est pas une vision du monde en 2020 et 2021)

#### Danse Contemporaine
A Filetta a participé à trois créations du chorégraphe Sidi Larbi Cherkaoui : In memoriam avec les Ballets de Monte Carlo, Apocrifu (avec Yasujuki Shuto et Dimitri Jourde) au Théâtre de la Monnaie à Bruxelles, et Puz/zle créé au Festival d'Avignon en 2012.

#### Rencontre avec des musiciens de Jazz
En octobre 2006, "l'Aghja", petit théâtre ajaccien, fête ses 20 ans. Pour l’occasion, Francis Aïqui, son directeur, metteur en scène et passionné de jazz, décide de réunir jazzmen et polyphonistes corses : c’est la rencontre entre A Filetta, Paolo Fresu et Daniele di Bonaventura. De cette rencontre découlera différentes collaborations:
- Mistico Mediterraneo : la première rencontre entre A Filetta, Paolo Fresu et Daniele di Bonaventura qui résultera en l'enregistrement d'un album éponyme chez ECM (2011).
- Di Corsica Riposu, Requiem pour deux Regards : A Filetta retrouve le bandonéoniste Daniele di Bonaventura pour une création issue d’une commande du Festival de Saint Denis.
- Danse Mémoire, Danse (2014) : un travail musical et vocal autour d'Aimé Césaire et Jean Nicoli, suivi d'un album qui paraît en 2018 chez Tuk Music.

## Discographie
- 1981 : Machja n’avemu un antra
- 1982 : O'Vita
- 1984 : Cun tè
- 1987 : Sonnii Zitillini
- 1987 : In l'abbriu di e stagioni
- 1989 : A u visu di tanti
- 1992 : Ab'eternu (diapason d'or)
- 1994 : Una tarra ci hè (Choc du Monde de la musique)
- 1997 : Passione (Diapason d'or et Choc du Monde de la musique)
- 1998 : B.O. du film Don Juan de Jacques Weber
- 1999 : B.O. du film Himalaya : L'Enfance d'un chef d’Éric Valli
- 2000 : B.O. du film Le Libertin de Gabriel Aghion
- 2000 : Participation à la B.O. du film Comme un aimant de Kamel Saleh et Akhenaton
- 2001 : Participation à la B.O. du film Le Peuple migrateur de Jacques Perrin
- 2002 : Intantu (Virgin/EMI)
- 2003 : Si di mè (Virgin/EMI)
- 2005 : Liberata B.O téléfilm France 3
- 2006 : Medea (Naïve)
- 2008 : Bracanà (Deda/Harmonia Mundi)
- 2011 : Mistico mediterraneo (ECM), avec Paolo Fresu et Daniele di Bonaventura
- 2011 : Di Corsica riposu : Requiem pour deux regards (Deda/Harmonia Mundi), composé par Jean-Claude Acquaviva pour 7 voix, récitant et bandonéon. Création commandée par le Festival de Saint-Denis
- 2012 : Pè a scusa, 8 titres, reprises et inédits
- 2013 : Puz/zle, musique de la chorégraphie de Sidi Larbi Cherkaoui
- 2015 : Castelli (Deda/World Village)
- 2018 : Danse Mémoire, Danse (Deda/Tùk Music) avec Paolo Fresu et Daniele di Bonaventura
- 2023 : I Balconi (Deda)

## Filmographie
- 1995 : A Filetta, en concert - Chants et Polyphonies de Corse (Olivi)
- 2002 : A Filetta, voix corses (DVD) de Don Kent (Éditions Montparnasse)
- 2004 : A Filetta, Di Corsica Riposu d'Ange Leccia (Camera Lucida)
- 2009 : Trent'anni pocu, trent'anni assai (DVD), un documentaire de Cathy Rocchi et un concert à l'Oratoire de Calvi (Deda/Harmonia Mundi)

## Prix et distinctions
- Grand Prix de l'Académie Charles-Cros (1995, 2008, 2017)
- Diapason d'Or (1993, 1997)
- Choc du Monde de la musique (1993, 1995, 1997)
- César de la meilleure musique de film pour Himalaya : L'Enfance d'un chef (2000)
- Disque d'or pour Himalaya : L'Enfance d'un chef (2000)
- Nomination aux Djangodor (2003)